# Hena Kurtagić
Hena Kurtagić (27 de agosto de 2004) es una jugadora de voleibol serbia. Juega como central en el club italiano Vero Volley Milano.

## Carrera internacional
Kurtagić es miembro de la selección nacional femenina de voleibol de Serbia. Debutó con la selección absoluta en los Juegos Mediterráneos de 2022. En 2023 participó en la primera semana de la Liga de Naciones de 2023.

## Premios

### Equipo nacional
- Campeonato Europeo de Voleibol Femenino de 2023 - Medalla de plata

### Club
OK Tent
- Liga Serbia:2020

Neptunes de Nantes VB
- Copa de Francia:2024

### Individual
Equipo nacional
- Campeonato Europeo de Voleibol Femenino Sub-17 2020 - Mejor bloqueador central

- Campeonato Europeo de Voleibol Femenino Sub-19 2020 - Mejor bloqueador central

- Campeonato Mundial de Voleibol Femenino Sub-20 de la FIVB 2021 - Mejor bloqueador central

- Campeonato Mundial de Voleibol Femenino Sub-18 de la FIVB 2021 -Mejor bloqueador central

- Campeonato Europeo de Voleibol Femenino Sub-19 2022 - Mejor bloqueador central

- Copa Desafío CEV 2023-24 - "Mejor bloqueador"[5]